# Orlando Peçanha de Carvalho
Orlando Peçanha de Carvalho (Niterói, Brazília, 1935. szeptember 20. – Rio de Janeiro, Brazília, 2010. február 10.) egykori világbajnok brazil válogatott labdarúgó.
Karrierje során megfordult a Vasco da Gama, a Boca Juniors és a Santos csapatainál. Tagja volt az 1958-ban első világbajnoki címét megszerző brazil csapatnak és szerepelt még az 1966-os labdarúgó-világbajnokságon is.

## Boca Juniors
A Boca-ban összesen 119 alkalommal lépett pályára (105 liga és 14 libertadores-kupa meccsen), de gólt nem szerzett. Csapatkapitányként viszont 3 alkalommal (1962, 1964 és 1965) segítette bajnoki címre az egyesületet.